# Arkady Martine
AnnaLinden Weller, mer känd under sin pseudonym Arkady Martine, född 19 april 1985, är en amerikansk historiker, stadsplanerare och författare av science fiction-litteratur. Hon fick Hugopriset 2020 för bästa roman för sin debutroman A Memory Called Empire (2019).

## Biografi
Weller föddes och växte upp i New York City. Hon bor i Santa Fe i New Mexico med sin fru, författaren Vivian Shaw. Hennes föräldrar är klassiska musiker: hennes mor är professor i violin vid Juilliard och hennes far spelade för orkestern vid Metropolitan Opera. Hon är också klimataktivist.

### Akademisk karriär
Weller tog en Bachelor of Arts i religionsvetenskap vid University of Chicago 2007, en Master of Studies i klassiska armeniska studier vid University of Oxford 2013 och en doktorstitel i medeltida bysantinsk, global och jämförande historia vid Rutgers University 2014. Hennes avhandling hade titeln "Imagining Pre-Modern Empire: Byzantine Imperial Agents Outside the Metropole". Hon var gästforskare i historia vid St Thomas University 2014–2015 och postdoktor vid Uppsala universitet 2015–2017. Hon har publicerat artiklar om ämnet bysantinsk och medeltida armenisk historia.

### Skönlitterärt skrivande
Weller publicerat science fiction under pseudonymen Arkady Martine sedan 2012.
Martines första roman, A Memory Called Empire, publicerad 2019, är första delen i på hennes Teixcalaan-serie. Den utspelar sig i en framtid där Teixcalaanli-imperiet är på väg att absorbera Lsel, en oberoende gruvstation. Lsels ambassadör Mahit Dzmare skickas till den kejserliga huvudstaden för att förhindra detta, och ser sig själv indragen i imperiets maktkamp. Martine sa att boken i många avseenden var en fiktiv version av hennes postdoktorala forskning om bysantinsk imperialism på gränsen till Armenien på 1000-talet, särskilt annekteringen av kungariket Ani.
Romanen nominerades till Nebulapriset för bästa roman 2019 och Locuspriset för bästa första roman 2020. Den vann 2020 års Hugopris för bästa roman och nominerades till 2020 års Arthur C. Clarke-pris.
Den andra delen av Teixcalaan-serien, A Desolation Called Peace publicerades 2021. 

### Teixcalaan-serien
1. A Memory Called Empire, Tor Books (2019) ISBN 9781250186430
2. A Desolation Called Peace, Tor Books (2021) ISBN 9781250186461